# Miquel Roger i Casamada
Miquel Roger Casamada (Barcelona, 16 de julio de 1954-Vilagrasa, 24 de marzo de 2017) fue un compositor y productor musical español, dedicado a la composición desde 1977. Ha fundado el sello musical Anacrusi y producido varias obras en compañía de solistas, grupos de cámara y orquestas, entre otras con la Orquesta Sinfónica de Barcelona y Nacional de Cataluña.

## Biografía
Nacido en Barcelona en 1954, inició sus estudios al Conservatorio Superior Municipal de Música de Barcelona, y posteriormente con Josep Soler. El año 1985 se licenció en Filosofía y Letras en la Universidad de Barcelona.
Se dedicó a la composición desde el 1977, año en que se estrenó su primera obra para piano Set de set. Las editoriales Musikverlag Zimmermann, Boileau y La Ma de Guido publicaron sus obras. Miquel Roger recibió encargos del Asociación Música XXI (1979), del Festival Internacional de Música de Barcelona (1981), el Ayuntamiento de Badalona (1989), la Asociación Catalana de Compositores (1991), y el Centro para la Difusión de la Música Contemporánea (1993).
En 1981 compuso la música del cortometraje de ficción "4Km", dirigido por Juan A. Gamero, que fue seleccionado oficialmente en los festivales de cine de Berlín'82 y Melbourne'82 y estrenado en el cine Casablanca de Barcelona. Los intérpretes de la música fueron Josep Soler, violonchelo; Albert Sardà, flauta; Assumpta Coma, piano; Jesús Rodríguez-Picó, clarinete y Miquel Roger, sintetizador.
Tiene grabadas las obras siguientes: Triologia, por el Trío de cuerda de París; Blanca Quartet, por el Cuarteto Enesco; Per a la Liliana, en dos versiones, por el pianista Emili Brugalla y por Montserrat Massaguer; Set de set, por la pianista Assumpta Coma; Quintet de Vent núm. 1, por el grupo Armonía Quintet de Vent; Sis estudis per a clarinet, por el J. Fuster; Patinnazo, por la flautista Patricia Mazo; la ópera de cámara Nascita e Apoteosi di Horo por la orquesta de cámara y el coro del Conservatorio de Badalona, dirigidos por J. Luis Temas.
El año 1997 grabó un disco monográfico por el sello discográfico Ars Harmonica, en que constan algunas de sus obras de cámara y para solistas.
A la temporada 1992-1993, la Orquesta Ciutat de Barcelona le programó la obra Tres Moviments Sinfónics, y en verano del 1994, la misma orquesta le grabó el Concert per a Percusió, Piano y Orquestra, actuando como solistas Assumpta Coma, piano, e Ignasi Vila, percusión. La dirección fue a cargo de J. Pons.
Su ópera de cámara Nascita e Apoteosi de Horo ha sido galardonada en el I Concurso Internacional de Óperas de Cámara convocado por la Joven Orquesta Nacional de España.
El año 1996 fundó el sello discográfico Anacrusi, del cual fue gerente, dedicado mayoritariamente a la difusión de obras contemporáneas del siglo XX y XXI. El año 2001 rehabilitó el antiguo teatro de la población de Jafre (Gerona) y lo transforma en un estudio de grabación con el nombre de l'Auditòrium. Realiza, como productor musical, grabaciones con solistas, grupos de cámara y orquestas, entre los cuales hay la Orquesta Ciudad de Barcelona y Nacional de Cataluña, Orquesta de Córdoba, Orquesta de Málaga, Orquesta Sinfónica de Euskadi, Orquesta de RTVE, Orquesta de cambra d'Andorra, Tokio Quartet, entre otros.
Enseñó teoría musical en el Conservatorio de Manresa (1982-1986). También fue jefe del Departamento de asignaturas teóricas del Conservatorio Profesional de Música de Badalona, donde también fue profesor de Contrapunto, Historia de la música, Estética y Composición.
La música de Roger tiene sus raíces en la Segunda Escuela Vienesa y se ha desarrollado gradualmente hacia una estética libre de restricciones académicas. A veces, la estructura morfológica de su música muestra una mentalidad marcadamente contrapuntística que, por su audacia, parece establecer un vínculo con el espíritu investigador de la polifonía renacentista. Por otra parte, ocasionalmente muestra una tendencia claramente homofónica. Su obra destaca por la estructura lógica y progresión austera, libre de digresiones, que aplica al desarrollo de sus composiciones.

## Discografía
- Miquel Roger: Obres de Cambra I (Ed. Ars Harmonica)
- Miquel Roger: Obres de Cambra II (Ed. Anacrusi s.l.)
- Miquel Roger: Obres per a piano (Ed. Anacrusi s.l)
- Quartet de corda núm. 2 (Kreuzer Quartet, Ed.Metier,)
- Quartet de corda núm. 4 (Ed. Conservatori de Badalona)
- Peça per a piano, percussió i orquestra (Ed. Fundació Música contemporània)